# Bijeli-Brijeg-Stadion
Das Bijeli-Brijeg-Stadion (deutsch Weißer-Hügel-Stadion) ist ein Fußballstadion in der bosnisch-herzegowinischen Stadt Mostar. Es bietet Platz für 25.000 Zuschauer und dient dem Verein HŠK Zrinjski Mostar als Heimspielstätte.

## Geschichte

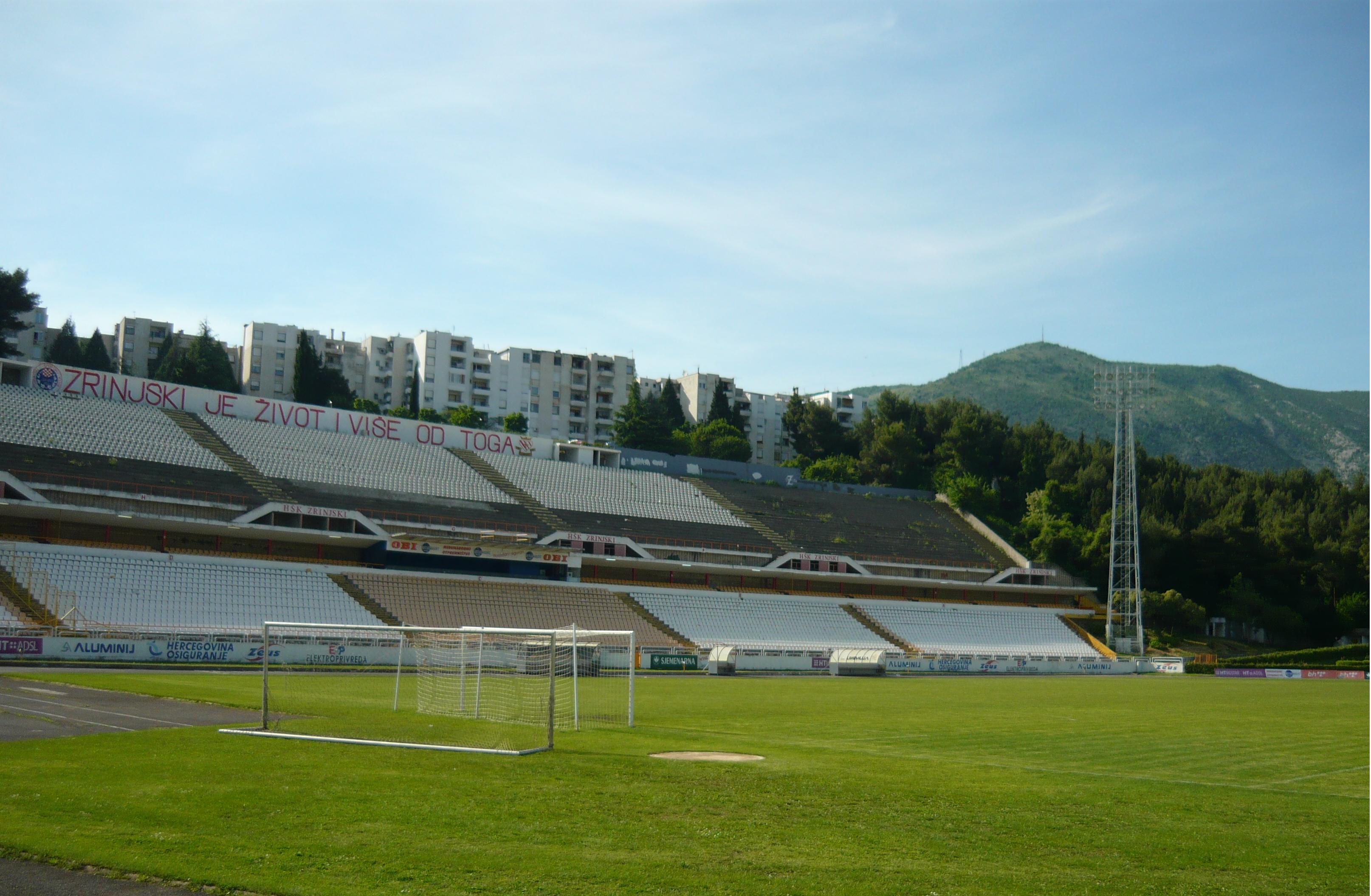
Das Bijeli-Brijeg-Stadion

Das Bijeli-Brijeg-Stadion in Mostar, wurde im Jahre 1958 erbaut. Mit einer Kapazität von 25.000 Zuschauerplätzen ist es nach dem Stadion Asim Ferhatović Hase in Sarajevo das zweitgrößte Stadion des Landes. In den 1970er und 1980er Jahren fanden sogar über 35.000 Zuschauer in diesem Stadion Platz. Bis zum Bosnienkrieg war dieses Stadion die Heimstätte des FK Velež Mostar. Nach dem Krieg wurde das Stadion, welches im Besitz der neugegründeten Gemeinde Mostar Süd-West war, an den HŠK Zrinjski Mostar vergeben.
Seit 1994 trägt der Verein HŠK Zrinjski Mostar seine Heimspiele in diesem Stadion aus, nachdem der Verein in diesem Jahre neugegründet wurde. Zrinjski Mostar wurde bis heute viermal Meister in Bosnien und Herzegowina (2004/05, 2008/09, 2013/14 und 2015/16). Außerdem gelang in der Spielzeit 2007/08 der Gewinn des nationalen Pokales. Die Erfolge von Zrinjski sorgten auch dafür, dass in diesem Stadion auch einige internationale Topvereine gastierten, wie zum Beispiel Maccabi Petach Tikwa, FK Partizan Belgrad und Sporting Braga.